# Аронник Королькова
Аронник Королькова (лат. Arum korolkowii) — вид травянистых растений рода Аронник (Arum) семейства Ароидные (Araceae), произрастающий в тенистых и сырых местах, в ущельях, среди скал и деревьев в нижнем и среднем поясе гор в Западной и Средней Азии.
Вид назван в честь губернатора Ферганской и Сыр-Дарьинской областей Николая Ивановича Королькова.

## Ботаническое описание
Многолетние травянистые растения. Клубень сплюснуто-шаровидный. Стебель превышает несколько черешок листа или равен ему. Листья с расширенным у основания до ⅓ высоты черешком, длиннее пластинки в 1,5—2 раза; пластинка копьевидно-сердцевидная или треугольная, тупая или острая.
Чехол в нижней части образует узкую, короткую трубку вокруг цветоносной части початка, которая в месте перехода её в пластинку несколько сжата; пластинка — удлиненно-ланцетная, заостренная, с наружной стороны зелёная, с внутренней, обращенной к початку, беловатая. Придаток початка длинно-цилиндрический, красноватый, в 1,5—2 раза превышает плодущую часть початка. Плоды красные. Цветет и плодоносит в мае-июне.

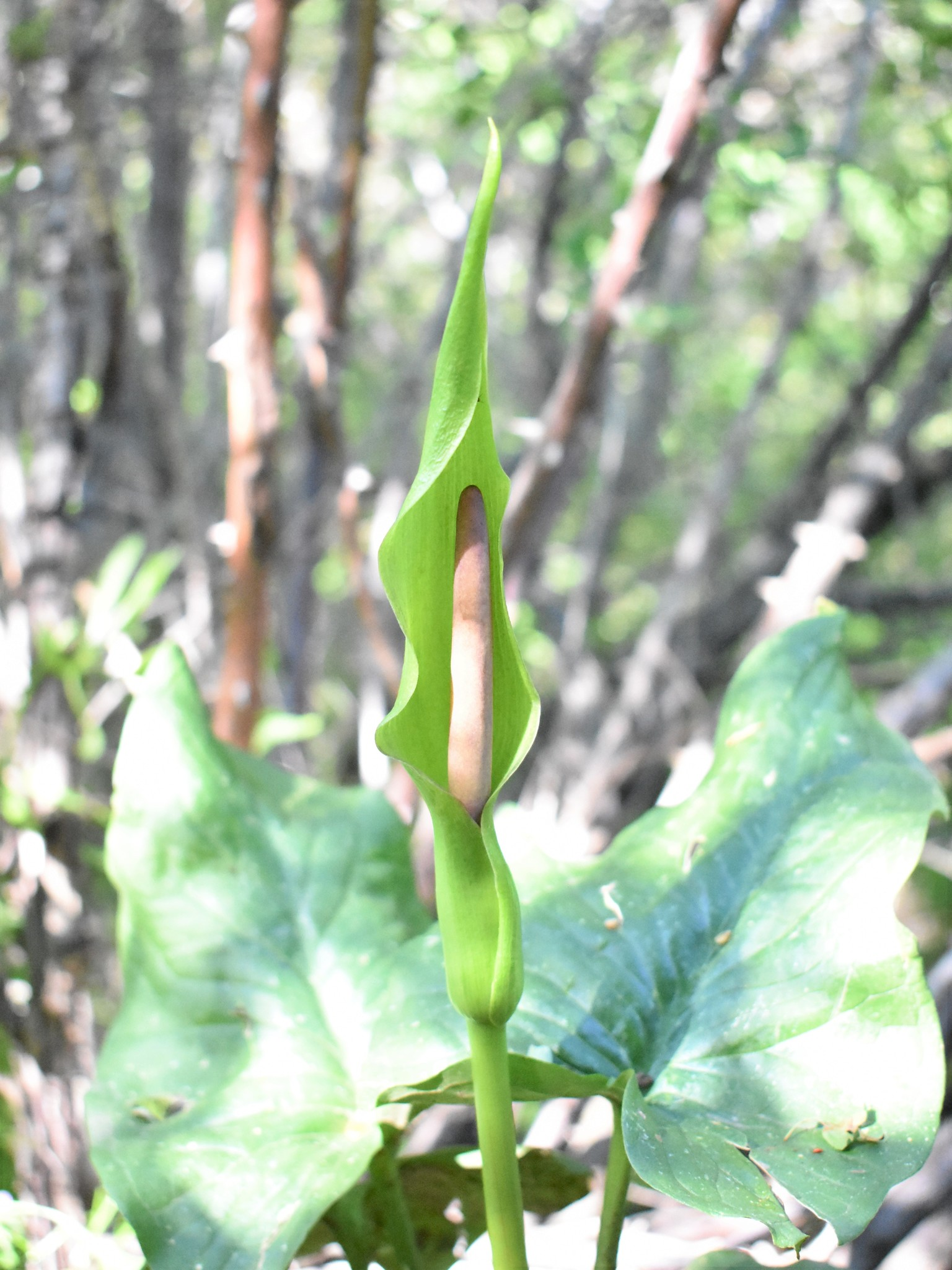
Чехол
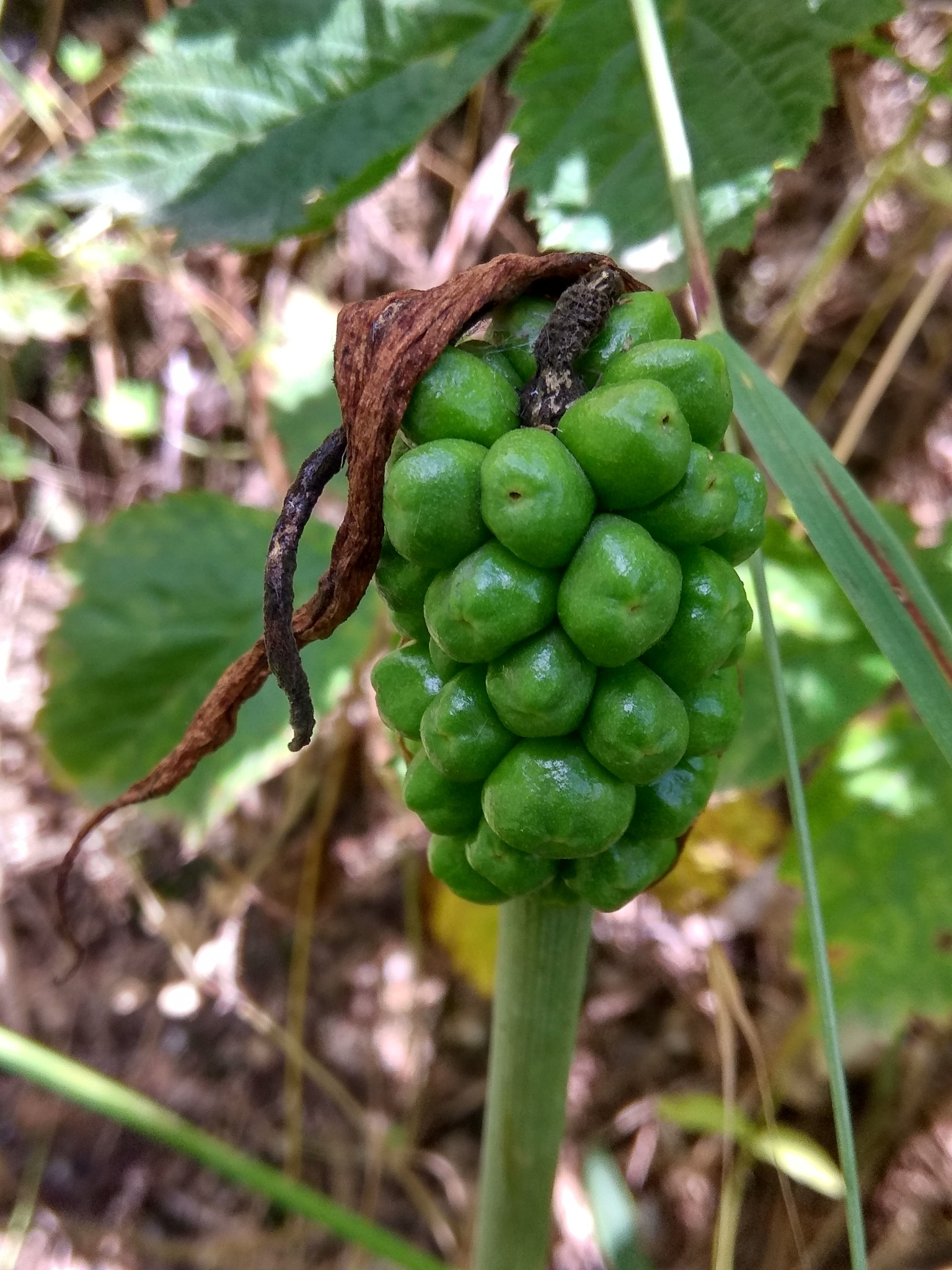
Початок
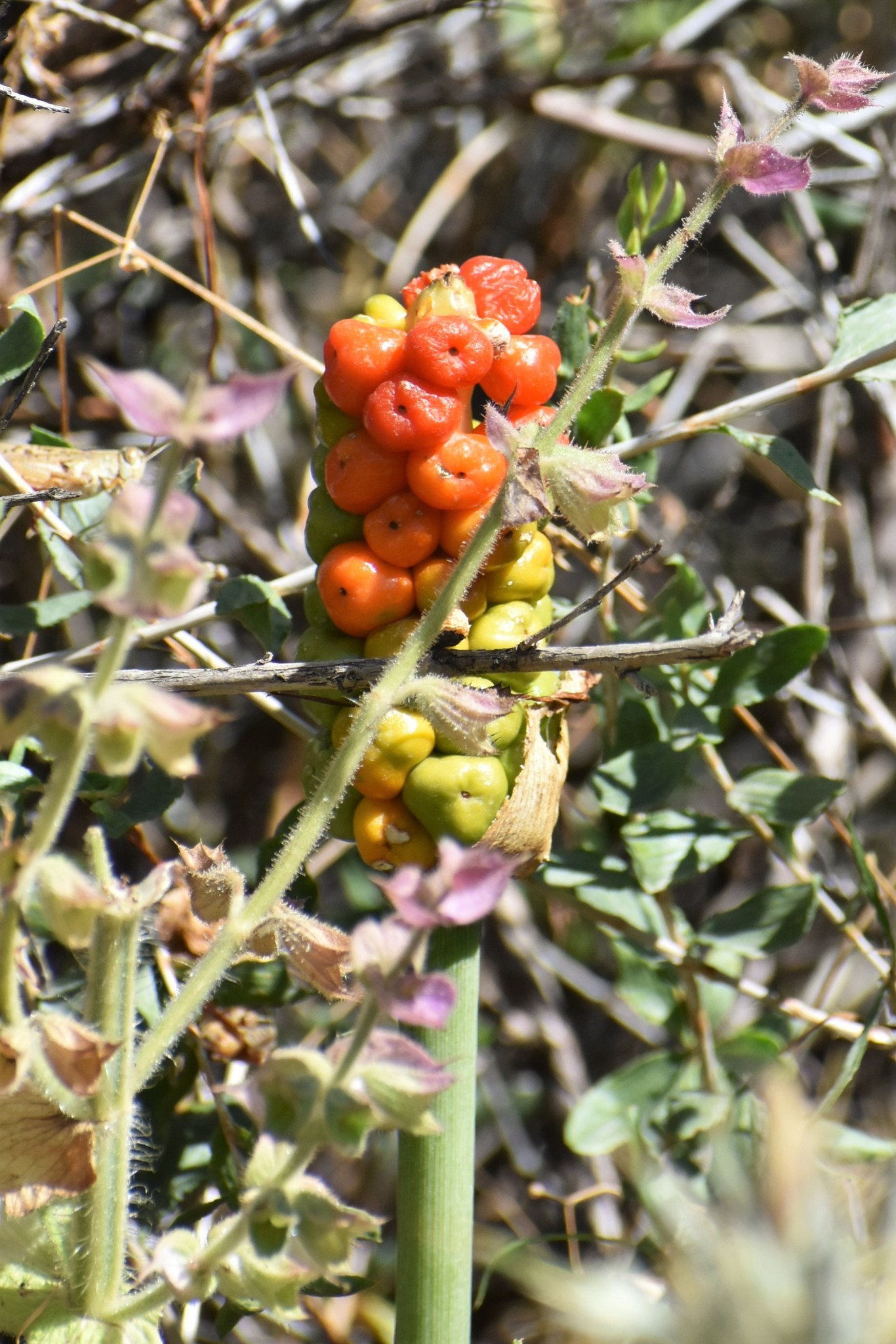
Плоды